# ダーツベースボール
ダーツベースボールとは、わずかなスペースや室内で、手軽に野球の様なピッチングとバッティングの対戦ができるスポーツゲーム。
2004年頃、広島のエスキーテニス用具発売元(有)イーエスシーアイが開発した。
空気抵抗でスピードと飛距離を落とすことのできる合成繊維の羽根をもうけた吸盤つきのソフトダーツ球と、平面バット、ストライクゾーン付きキャッチャーボード等を使用してプレーする。
投手からバッターまでの距離は3.25～5.25メートル（身長等でハンディをもうける）で、通路などの細長いスペースでもプレーが出来るのが特徴。
また、少人数（ピッチャー・バッターの2人だけでも可）でプレーできる。
ピッチャーはキャッチャーボードのストライクゾーンに球が吸着するように投球し、バッターはストライクゾーンに飛んでくる投球を打球する。
バッターがジャストミートした場合、球は吸盤によって快音とともにバットの的表示部に張り付く。
バットの的には中心から順にホームラン、3ベース、2ベース、シングルヒットの表示があり、吸盤の位置で塁打を判定する。
また、タイミングがずれてバットにはり付かず打球が飛んだ場合は、地面に立った場合をヒット、転げた場合をファウルとし、ピッチャーを超えて立った場合はホームランとなる。
走塁によらず塁打の判定を行うため、走塁の困難な身障者や高齢者でも楽しめ、室内でも安全に競技出来る。
キャッチャーボードには、スコアボードがついており、ランナーやボールカウント及び得点の表示が出来、ランナーをけん制球でアウトにする機能もある。
現在インターネットでの普及を目指しており、フラッシュサイト3歳シリーズの公認スポーツになっている。